# CD226
Le CD226 (ou DNAM-1) est une protéine de type cluster de différenciation dont le gène, CD226, est situé sur le chromosome 18 humain. Il agit comme un récepteur à la surface de certains lymphocytes

## Rôles
Ses ligands sont le CD155 et le CD112. Il permet la stimulation des lymphocytes NK, avec production de cytokines dans certains cancers. Son action sur le CD155 est cependant contrecarrée par le CD96.
Le CD226 facilite également la différenciation et la prolifération des lymphocytes par son interaction avec le LFA-1.

## En médecine
Plusieurs médicaments utilisés dans le traitement du myélome multiple, tel que la doxorubicine, le melphalan, ou le bortezomib, stimulent ce récepteur, et par ce biais, les lymphocytes NK.